# Maria Carme Roca i Costa
Maria Carme Roca (Barcelona, 21 de novembre de 1955) és una historiadora i filòloga catalana, des de l'any 1997 es dedica professionalment a l'escriptura. D'ençà d'aleshores ha publicat gairebé setanta llibres, molts dels quals adreçats al públic infantil i juvenil. Per la seva trajectòria ha rebut diversos premis com el Premi Nèstor Luján de novel·la històrica per Intrigues de palau (2006), el Barcanova de literatura infantil i juvenil per Akanuu, l'arquer persa (2005) o el Lola Anglada de contes per a infants pel recull On s'amaga la por (2002). El 2018 va guanyar el premi Prudènci Bertrana per El Far (2018).

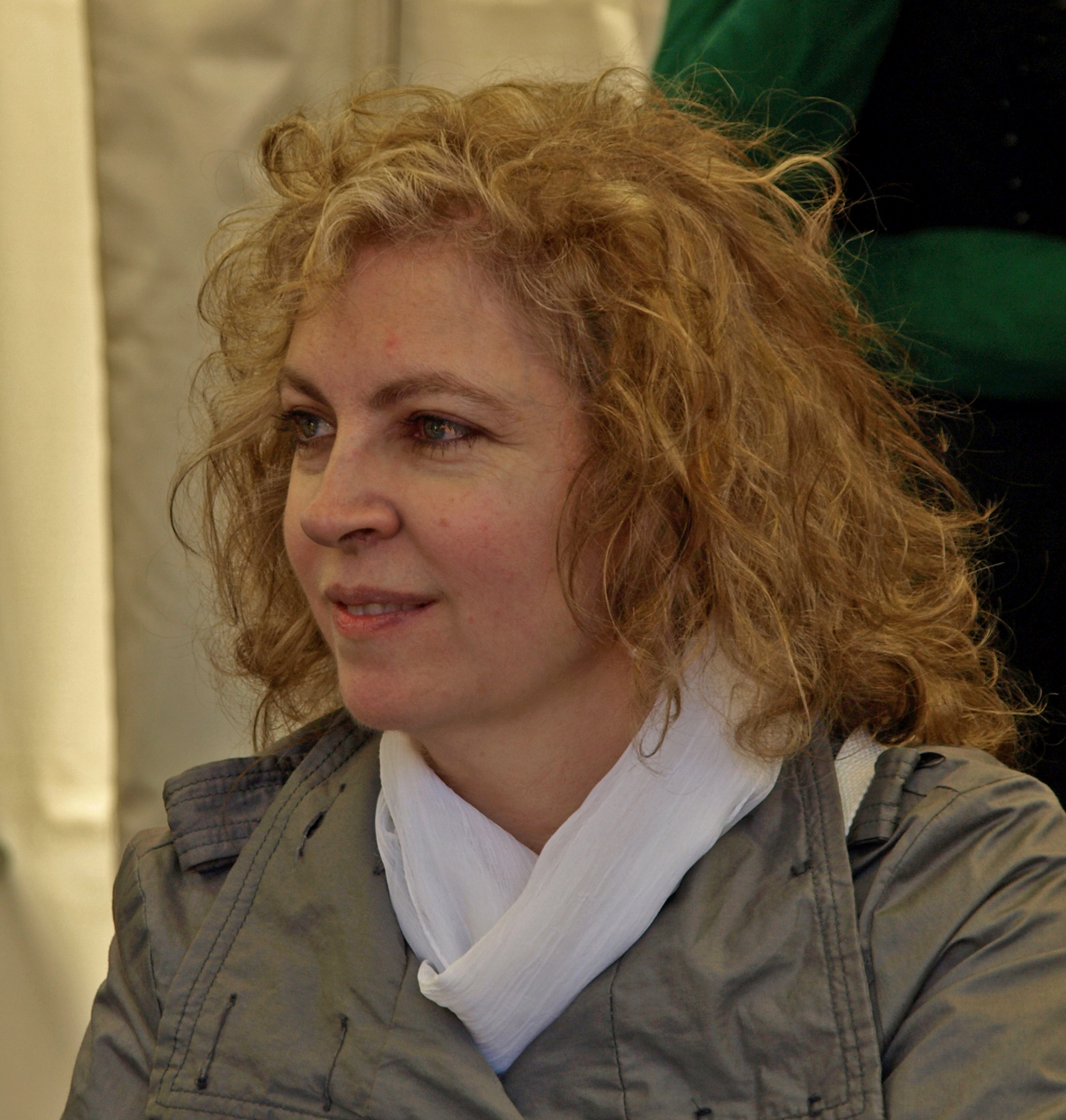
Carme Roca durant la presentació del seu llibre La ciutat oblidada el 2008

A banda d'escriure, forma part del programa "Itineraris de lectura" de la ILC. És membre del Consell Català del Llibre Infantil i Juvenil com a representant de l'Associació d'Escriptors en Llengua Catalana i també jurat de premis literaris com el Néstor Lujan de novel·la històrica o el Ciutat de Badalona de narrativa juvenil. Col·labora regularment amb la revista educativa Escola Catalana.

## Obres

### Assaig
- Abadesses i priores a la Catalunya Medieval (2013). Base.
- Les dones de Jaume I (2008). L’Esfera dels llibres.

### Novel·la
- Les illes interiors (2023) Columna
- A Bàrcino (2020) Columna (en castellà: En Barcino, Planeta)
- El far (2018)
- La noia del club (2017).[2] Alzira: Edicions Bromera. ISBN 978-84-9026-721-9
- A punt d'estrena (2016)[3]
- L'enigma Colom (2014)[4]
- Escollida pels déus (2011)
- Barcino (2009), novel·la que conta la vida de Luci Minici Natal Quadroni, prohom de la ciutat de Bàrcino del segle I, una combinació de coneixements històrics i de llibertat novel·lesca.,[5]
- El monestir proscrit (2008)
- Intrigues de palau (2006)
- El pont de fusta (2004)
- El darrer buit (1997)

### Narrativa juvenil i infantil
- Nicoletta i companyia (2023) Jollibre
- Fadanina / Fadanina i els follets perduts (2023) Baula
- La Gina el gat i l’emparedat (2022) Animallibres
- Tutankamon. El descobriment de la tomba (2022) Barcanova. En castellà: Tutankamón. El descubriemiento de la tumba. Anaya.
- Espai Personal (2021) Fiction Exprès. En coautoria amb Albert Puyuelo.
- Sense filtres (2020) Jo llibre. En castellà Sin filtros Loqueleo
- Nora, la petita campanera  (2018) Publicacions de l’Abadia de Montserrat.

- Selfies al cementiri (2016). Barcanova.
- Els mitjons de l'ogre (2016). Jollibre. En castellà: Los calcetines del ogro (2018). En valencià: Els calcetins de l’ogre (2016) Voramar.
- Dedica'm un poema encara que sigui teu (2013) Barcanova.
- Katalepsis (2013). És una novel·la guanyadora del Premi Joaquim Ruyra de narrativa juvenil en 2012.[6] En la història ens trobem des del rebuig social, la lluita del dèbil davant del poderós, la dificultat de comunicació entre pares i fills; la bona relació entre avis –besavis, en aquest cas– i nets, la importància de l'amistat de debò, l'amor i l'amor-odi; les relacions per interessos o el sisè sentit dels gats.
- Com una fotocòpia (2012) Estrella Polar.
- La moneda partida (2010) EDEBÉ. En castellà, La moneda partida.
- Qui és el de la foto? (2010) Bromera.
- La ciutat oblidada (2008). Estrella Polar.
- Quina bestiesa (2008) Baula.
- Una granota reial (2007). Barcanova.
- No hi ha petons per als fantasmes (2007). Oxford.
- La reina de Gizeh (2007) Planeta Oxford / 2019 Viena. En castellà La reina de Giza.
- Tambors de vidre (2006). Edebé. Amb coautoría amb Montse Ballarín. En castellà: Tambores de cristal.
- Un drac amb massa fums (2006). Oxford.
- Akanuu, l'arquer persa (2005). Barcanova.
- Estripar la teranyina (2005). Baula.
- Kamira.rom (2005). Cadí.
- Pedra foguera (2005). Barcanova.
- On s'amaga la por (Editorial Meteora, 2004). Premi Lola Anglada 2002.
- Les formigues s'han refredat (2004). Jollibre.
- La temuda petjada de Kali (2004). EDEBÉ.
- De pel·lícula (2003). Barcanova / 2009 Cadí
- Ada i Valeri, una nena i un bacteri (2003). Baula.
- El faedor de mentides (2003). Barcanova.
- Ermengol el Salat (2002) Edebé. En castellà, Armengol, el salado.
- Nits de celobert (2002) Baula
- Amb ulls de guácharo (2001). Jollibre
- Port Aventura té... Àngel (2001) Casals.
- Foc al cor (2000) Cadí / (2017) Animallibres.
- Els llibres també s'equivoquen? (1999). Casals.
- Sis contes revoltats (1998). Jollibre.
- Qui és el penjat? (1997). Casals.
- Una setmana plena de boires (1997) Edebé. En castellà, Una semana de brumas

### Participació en reculls de contes
- Lletres blaves per a l’autisme (2017). Stonberg.
- La solidaritat no degenera (2013) Viena.
- Elles també maten (2013)
- Clio, musa i assassina (2012)
- De tot cor (2007) Barcanova
- La Piranya i altres narracions (2000)
- Deus et machina (1999) La Busca Edicions.
- Telefonia mòbil (1996) Ràdio Molins de Rei

## Premis
- Finalista Atrapallibres 2021, per la novel·la Sense filtres
- Finalista Premi llibreter 2020 (modalitat infantil) per la novel·la La reina de Gizeh
- Premi Literari de Girona Prudenci Bertrana de novel·la per El far, 2018
- Premi Barcanova de Literatura Juvenil, 2017 per Selfies al cementiri
- Premi L'Illa dels Llibres, 2016 per A punt d'estrena
- Premi Joaquim Ruyra, 2012 per Katalepsis
- Premi Ciutat d'Alzira-Bancaixa de narrativa juvenil, 2009 per Qui és el de la foto?
- Premi Nèstor Luján de novel·la històrica, 2006 per Intrigues de palau
- Premi Barcanova de Literatura Infantil i Juvenil, 2005 per Akanuu, l'arquer persa
- White Raven's (2004): El faedor de mentides.
- Premi Lola Anglada de Tiana (2002): On s'amaga la por.
- Premi Don·na (1997): El darrer buit.
- Premi Jocs Florals del Raval (1994).
- Premi Especial Barri de Sant Antoni (1994).
- Premi Barri de Sant Antoni-Eixample (1993).